# گروه لاتیس
گروه لاتیس (انگلیسی: Lattice Group) شرکت گاز بریتانیایی است، که در سال ۲۰۰۰ تأسیس شد.